# بيول (إزار)
بيول هي بلدية في إزار في جنوب شرق فرنسا.